# Inhuman Rampage
Inhuman Rampage (рус. «Нечеловеческая ярость») — третий студийный альбом британской пауэр-металической группы DragonForce, выпущен 9 января 2006 года во всем мире и 20 июня 2006 года в Северной Америке.
В Америке альбом достиг 1 места в Billboards Heatseekers, и 103 места в Billboard 200. Первый сингл «Through the Fire and Flames» попал на радио и появился в компьютерной игре Guitar Hero III: Legends of Rock. Это один из двух альбом DragonForce с гроул-вокалом, другой альбом — The Power Within. На Inhuman Rampage гроул был исполнен Линдси Доусоном из Demoniac, а на концертах исполнялся Фредериком Леклером.

## Список композиций
| №                   | Название                                  | Текст песни                 | Музыка              | Длительность |
| ------------------- | ----------------------------------------- | --------------------------- | ------------------- | ------------ |
| 1.                  | «Through the Fire and Flames»             | Сэм Тотман, Зиппи Терт      | Тотман              | 7:24         |
| 2.                  | «Revolution Deathsquad»                   | Тотман                      | Тотман              | 7:53         |
| 3.                  | «Storming the Burning Fields»             | Вадим Пружанов              | Вадим Пружанов      | 5:20         |
| 4.                  | «Operation Ground and Pound»              | Тотман, Терт                | Тотман              | 7:45         |
| 5.                  | «Body Breakdown»                          | Пружанов, Тотман, Герман Ли | Пружанов            | 6:59         |
| 6.                  | «Cry for Eternity»                        | Тотман                      | Тотман              | 8:13         |
| 7.                  | «The Flame of Youth»                      | Ли                          | Ли                  | 6:42         |
| 8.                  | «Trail of Broken Hearts»                  | Пружанов, Тотман, Терт      | Пружанов, Тотман    | 5:57         |
| 9.                  | «Lost Souls in Endless Time (Бонус-трек)» | Пружанов                    | Пружанов            | 6:22         |
| Общая длительность: | Общая длительность:                       | Общая длительность:         | Общая длительность: | 62:27        |

## Участники записи
- Зиппи Терт — вокал;
- Герман Ли — соло и ритм-гитара, бэк-вокал;
- Сэм Тотман — соло и ритм-гитара, бэк вокал;
- Вадим Пружанов — клавишные, бэк-вокал;
- Адриан Ламберт — бас-гитара;
- Дэйв Макинтош — ударные, бэк-вокал.

### Приглашённые музыканты
- Клайв Нолан — бэк-вокал
- Линдси Доусон — бэк-вокал, гроул